# Tour Saint-Jacques
De Tour Saint-Jacques (Nederlands: Sint-Jacobstoren) is een gotische kerktoren in het 4e arrondissement in de Franse hoofdstad Parijs. De 67 meter hoge toren is het enige restant van de afgebroken kerk Saint-Jacques-de-la-Boucherie.

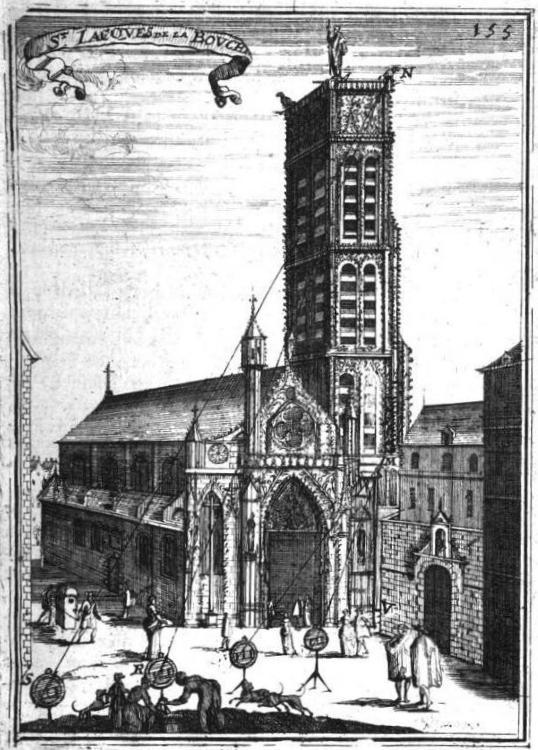
Saint-Jacques-de-la-Boucherie
(1702), Alain Manesson Mallet

De Saint-Jacques-de-la-Boucherie werd begin zestiende eeuw gebouwd als parochiekerk van het Parijse slagersgilde. De aan Jakobus de Meerdere gewijde kerk vormde het beginpunt van de zogeheten chemin de Compostelle, de Franse pelgrimsroute naar Santiago de Compostella.
De kerk werd in 1797, tijdens de Franse Revolutie, afgebroken. Alleen de nooit helemaal voltooide toren bleef staan. In 1856 kocht de gemeente Parijs de vervallen toren die tijdens de heerschappij van Napoleon III grondig werd gerestaureerd door Théodore Ballu. Ter versteviging plaatste hij de toren op een soort sokkel. Ook liet hij, in samenhang met de aanleg van de Rue de Rivoli, een klein stadspark aanleggen rond de toren.
Midden onder de toren is een standbeeld van Blaise Pascal geplaatst ter herinnering aan zijn experimenten met luchtdruk die hij uitvoerde boven op de toren.
Sinds 1998 is de Tour Saint-Jacques als onderdeel van de pelgrimsroutes in Frankrijk naar Santiago de Compostella opgenomen in de werelderfgoedlijst van UNESCO. Tussen 2006 en 2009 werd de toren gerestaureerd. Sinds augustus 2013 is de toren publiek toegankelijk in het weekend.

## Afbeeldingen

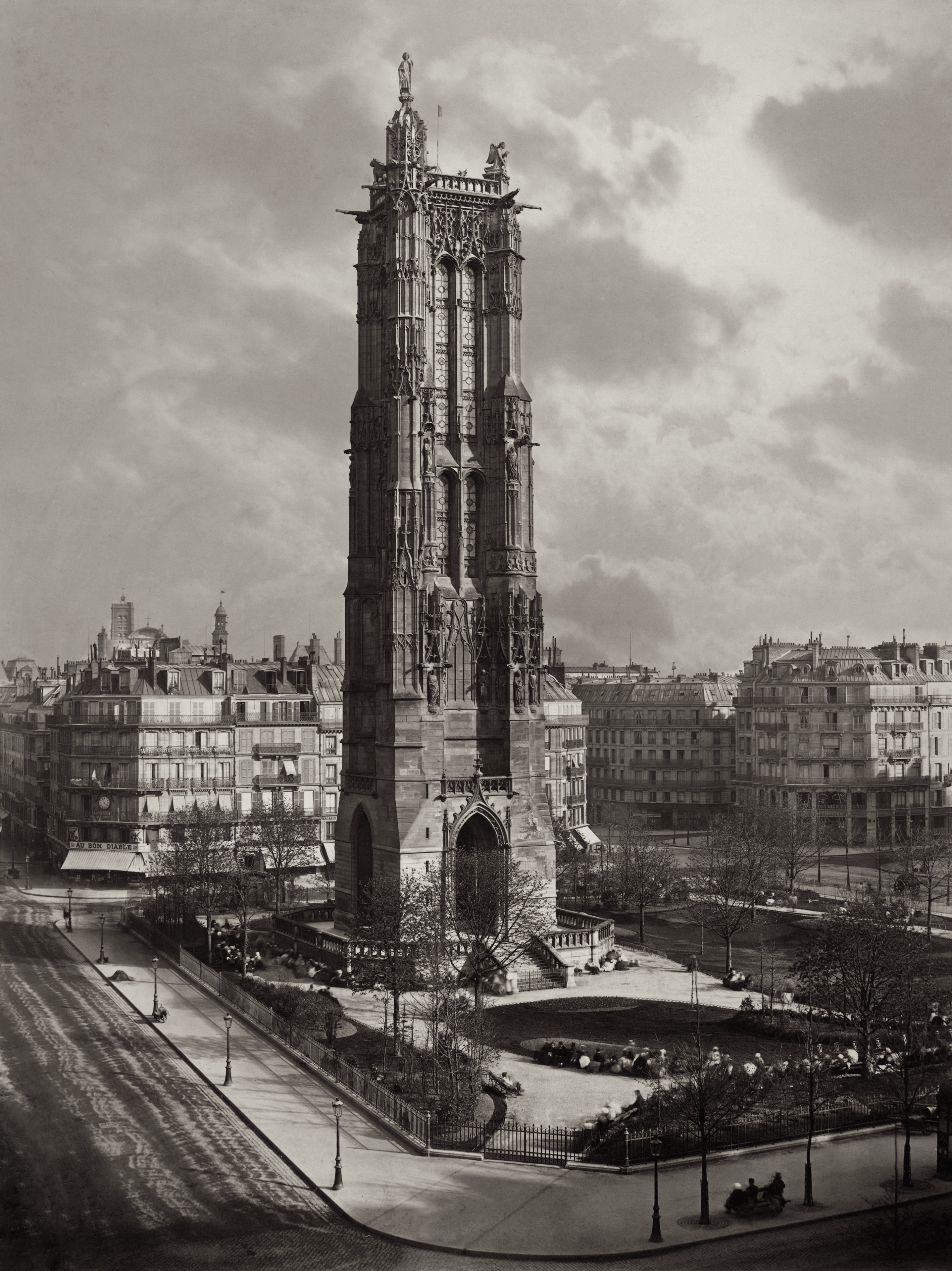
De Tour Saint-Jacques omstreeks 1867
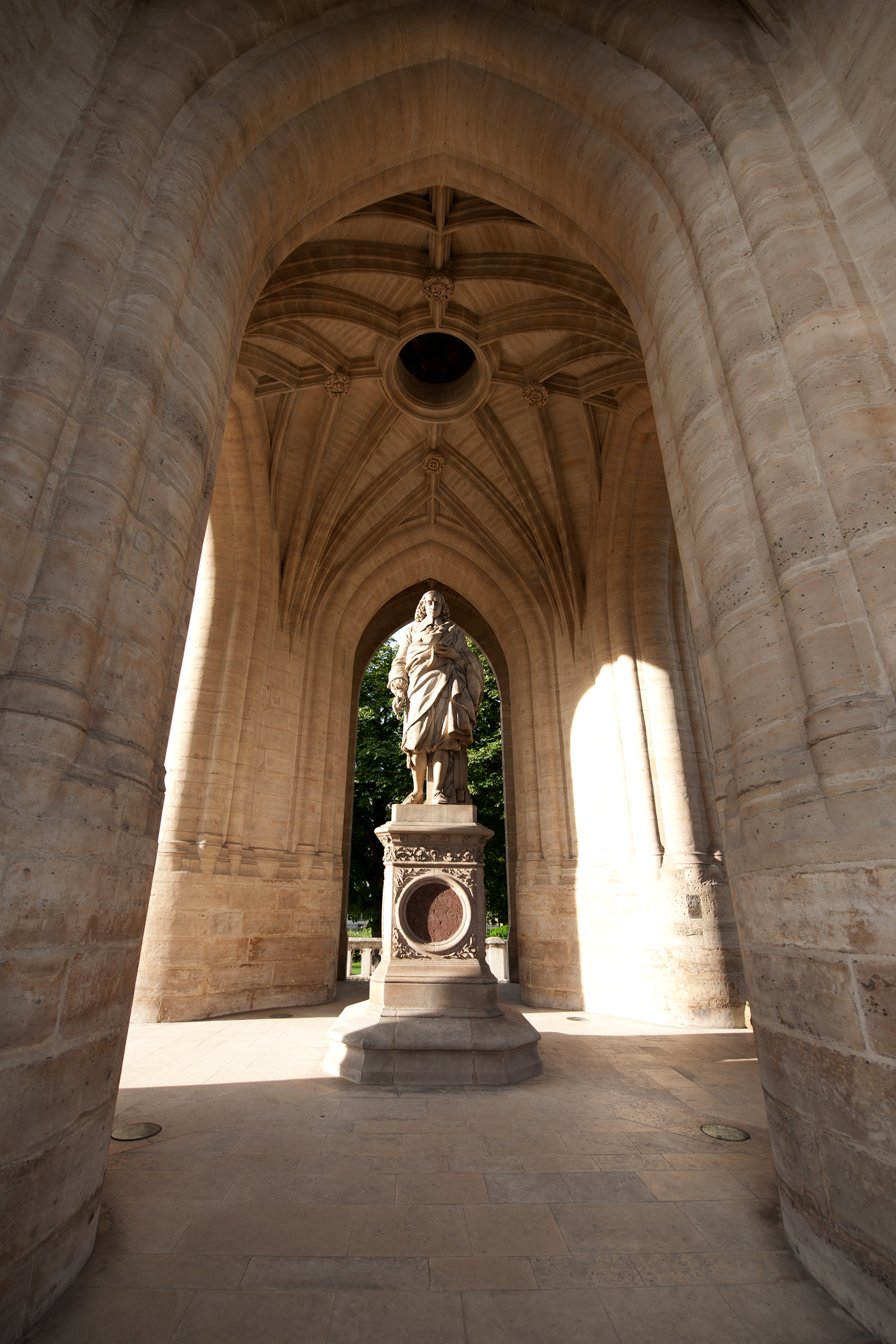
Standbeeld van Pascal
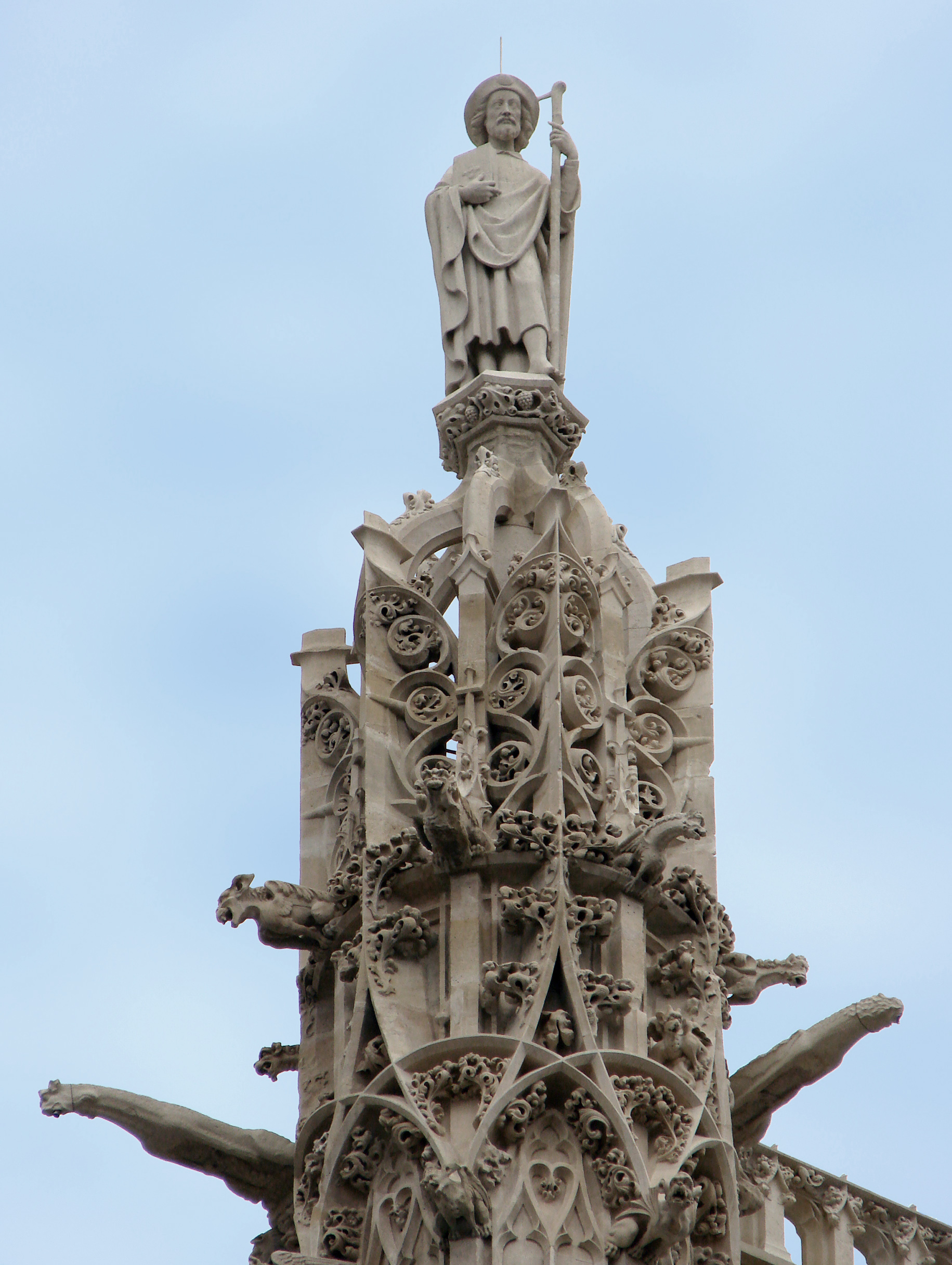
Standbeeld van Jakobus de Meerdere boven op de toren
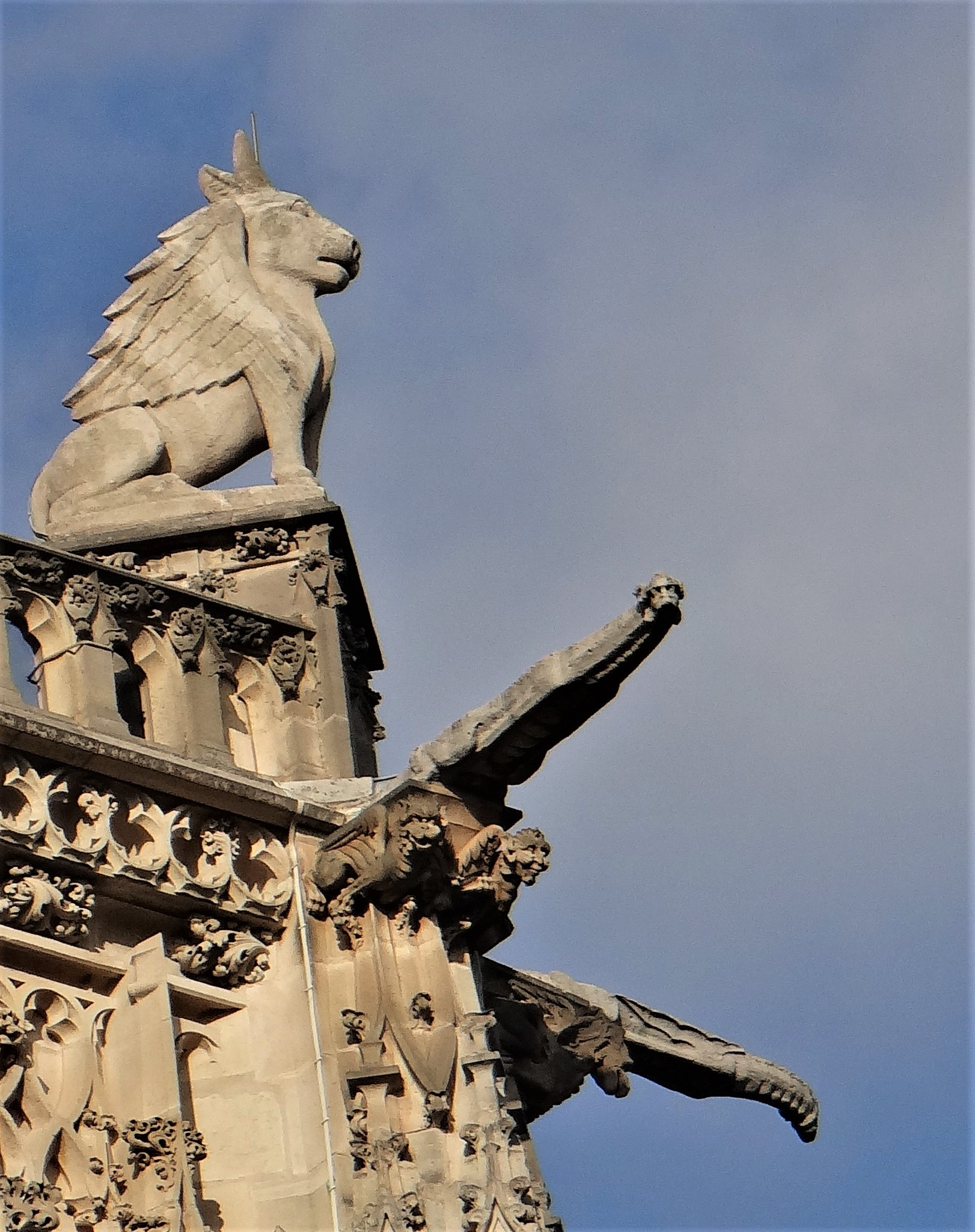
De gevleugelde stier van Sint-Lucas

- Gemeinsame Normdatei: 25236-0
- Library of Congress Control Number: sh2001000891
- Nationale Bibliotheek van Israël: 987007293529505171
- Virtual International Authority File: 128422928